# Adrian Botez
Adrian Botez (n. 10 noiembrie 1955, Gura Humorului) este un poet, eseist, publicist, istoric literar și critic literar român. Este doctor în științe filologice. Din  2004, este membru al Uniunii Scriitorilor din România, filiala Bacău.

## Biografie
Adrian Botez este absolvent în 1978 al Facultății de Filologie (Universitatea ”Al.I.Cuza”-Iași ) iar în 1997 obține titlul de doctor în științe filologice  -  cu lucrarea Spirit și Logos, în poezia eminesciană (coord. științific: prof. univ. dr. DUMITRU IRIMIA, de la Universitatea “Al.I.Cuza”-Iași). În prezent este profesor la Grupul Școlar “Gheorghe Balș” din Adjud.

### Activitate literară și publicistică
Fondează în 1999 și devine redactor coordonator al revistei bianuale CONTRAATAC din Adjud. Activează ca redactor la publicațiile Scara - București, Salonul literar - Focșani, Vitralii - Focșani, Crezul nostru - Bacău, Confluențe - Adjud. Publică și colaborează la reviste și ziare precum Steaua - Cluj, Viața Românească - București, Luceafărul - București, Dimândarea - București, Deșteptarea aromânilor - București, Permanențe - București, Cotidianul - București, Collegium - Iași, Poezia - Iași, Ardealul literar - Deva, Porto Franco - Galați, Plumb - Bacău, Pro-Saeculum -Focșani, Oglinda literară - Focșani, Cetatea culturală - Cluj, Citadela - Satu Mare, Zodii de cumpănă - Oradea, Agero - Stuttgart, Clipa - California (SUA) etc.

## Volume de versuri
- 1-Jurnal din marea temniță interioară (Axa-Botoșani, 1998);
- 2-Rog inorog (Salonul literar-Focșani, 1998);
- 3-Povestea unui colecționar de audiențe (Corgal Press-Bacău, 2003);
- 4- Epopeea Atlantică (Corgal Press-Bacău, 2003);
- 5- Eu, barbarul (Casa Scriitorilor-Bacău, 2005);
- 6- Crezuri creștine – 70 de sonete cruciate; Van Gogh – perioada Borinage (tumorile artei), Casa Scriitorilor, Bacău, 2005;
- 7- Nu mai ridicați din umeri!, Ed. Rafet, Râmnicu Sărat, 2007;
- 8-În contra demenței de astăzi în cultura română (Ed. ProPlumb, Bacău, 2008);
- 9- Aici – la-ntâlnirea tuturor câinilor, Ed. Rafet, Rm. Sărat, 2009.

## Antologii
- Antologia bilingvă (română-franceză) În căutarea îngerului – En quêtte de l’ange, din creația poeților vrânceni, selecție de prof. VALERIU ANGHEL, Pallas, Focșani, 2006 – trad. prof. C.  FROSIN.
- Antologia engleză a prof. Dan Brudașcu: Voices of contemporary romanian poets – selection and English version by Dan Brudașcu, Sedan Publishing House-Cluj, 2007.
- Antologia sonetului românesc, de Radu Cârneci - vol. al III-lea. Inclus în toate cele trei volume ale trilogiei  Cartea întâlnirilor, de Eugen Evu.
- Harfele harului - antologie de poezie creștină, realizată de Eugen Evu și Ion Urdă, Ed. Corvin-Deva, 2007.
- Cuvinte pentru urmași, vol II, Modele și exemple pentru Omul Român, Carpathia Press, 2007.
- Al Cincilea Patriarh, Intermundus, Buc., 2007- ed. îngrijită de Artur Silvestri.
- Antologie literară, Valman, Rm. Sărat, 2007, ed. îngrijită de Gh. Neagu.

## Proză
- Basme- pentru copii, pentru oameni mari și pentru foarte mari oameni  (Corgal Press-Bacău, 2004).

### Critică/hermeneutică
- 1- Prigoniții cavaleri ai Mielului  -  despre poezia cultă aromânească (Ed. Dimândarea părintească, Buc., 2000);
- 2- Spirit și Logos, în poezia eminesciană  -  pentru o nouă hermeneutică, aplicată asupra textului eminescian (Ed. Rafet, Rm. Sărat, 2005);
- 3–Loja Iohanică Românească – ION Creangă, ION Luca Caragiale, IOAN Slavici  - pentru o nouă hermeneutică, aplicată asupra textelor lui Ion Creangă, Ion Luca Caragiale și Ioan Slavici (Ed. Rafet, Rm. Sărat, 2006) – a obținut Premiul de excelență al Ed. RAFET, pentru 2006;
- 4-Cei Trei Magi ai prozei românești (Mihail Sadoveanu, Liviu Rebreanu, Mircea Eliade) – și Epoca Mihaelică :  pentru o nouă hermeneutică, aplicată asupra textelor lui Mihail Sadoveanu, Liviu Rebreanu și Mircea Eliade (Ed. Rafet, Rm. Sărat, 2007) –  a obținut Premiul de excelență al Ed. RAFET, pentru 2007;
- 5- Opera scrisă a lui Corneliu Zelea Codreanu – între vizionarism și alchimie națională, Criterion Publishing, București, 2009.

### Eseuri
- Ruguri – România sub asediu, Carpathia Press, Buc., 2008 (postfață de dr. Artur Silvestri).
- Cartea Cruciaților Români, Ed. Rafet, Rm. Sărat, 2008.

## Premii literare
- Laureat al Marelui Premiu al Salonului Literar-Dragosloveni  -  ediția a 26-a, noiembrie 1998.
- Premiul USR, pentru POEZIE  -  pentru anul 2005 (au fost premiate volumele de poezie Eu, barbarul și Crezuri creștine – 70 de sonete cruciate).
- Premiul USR, la ESEU/HERMENEUTICĂ, pentru 2006 (a fost premiată lucrarea de hermeneutică Loja Iohanică Românească).
- Nominalizat la Premiile ARP (Asociația Română pentru Patrimoniu) pentru 2007(tot pentru lucrarea Loja Iohanică Românească)..
- Obține în 2010 titlul de Cetățean de Onoare al orașului Adjud.